# Zonnewijzer (Haren)
De zonnewijzer op begraafplaats De Eshof in de Nederlandse plaats Haren (provincie Groningen) is een monument uit het begin van de 20e eeuw.

## Beschrijving
De begraafplaats werd aangelegd in 1885, de zonnewijzer werd geplaatst in 1919. Deze bestaat uit een zandstenen obelisk, die vlak onder de top wordt onderbroken door een liggende steen, waardoor het uiterlijk van een kruis ontstaat. Hieromheen hangt een eveneens zandstenen krans. Een ijzeren hermesstaf is schuin tussen de krans en obelisk geplaatst. Palmstruikjes in het gazon rond de obelisk zijn geschoren in de vorm van cijfers en completeren zo de zonnewijzer.

### Waardering
De zonnewijzer is als rijksmonument opgenomen in het monumentenregister, het is van "algemeen belang vanwege cultuurhistorische waarde

- als voorbeeld van een grote zonnewijzer uit 1919

- vanwege de mengeling van symboliek van de dood na het kruis met de mythologische voorstelling van de onderwereld

- vanwege de aanleg rondom, met struikjes geschoren in de vorm van cijfers volgens de zonnetijd

- vanwege de functionele en ruimtelijk-visuele relatie met de begraafplaats"